# Campeonato de España de Ciclismo en Ruta 1957
El LVI Campeonato de España de Ciclismo en Ruta se disputó en Durango (País Vasco) el 9 de junio de 1957 sobre un recorrido de 253 kilómetros.
El ganador fue el corredor local Antonio Ferraz que se impuso a sus tres compañeros de fuga. René Marigil y Antonio Jiménez Quiles completaron el podio.

## Clasificación final
| Pos. | Ciclista               | Equipo             | Tiempo    |
| ---- | ---------------------- | ------------------ | --------- |
| 1.   | Antonio Ferraz         | Mobylette Coabania | 7h 22'30" |
| 2.   | René Marigil           | Mobylette Coabania | m.t.      |
| 3.   | Antonio Jiménez Quiles | Gamma              | m.t.      |
| 4.   | Juan Campillo          | Mobylette Coabania | m.t.      |
| 5.   | Antón Barrutia         | Gamma              | a 11'29"  |
| 6.   | Fernando Manzaneque    | Guardia de Franco  | a 12'30"  |
| 7.   | Carlos Pérez Zabal     | Indauchu           | a 13'45"  |
| 8.   | Antonio Suárez         | Guardia de Franco  | a 14'32"  |
| 9.   | José Escolano          | Urago-d'Alessandro | a 16'30"  |
| 10.  | Miguel Bover           | Faema-Guerra       | a 17'16"  |